# Napoleone a Firenze
Napoleone a Firenze è un film commedia del 1964 diretto da Piero Pierotti.

## Trama
Un antiquario romano è a Firenze per trovare una tabacchiera che potrebbe essere stata di Napoleone, di cui l'antiquario è omonimo.